# Выставка (Раменское сельское поселение)
Вы́ставка — деревня в Палехском районе Ивановской области. Входит в состав Раменского сельского поселения.

## География
Находится в 5 км к югу от Палеха.
Из родников около деревни берёт исток река Палешка.

## Население
На 2010 год постоянного населения не зарегистрировано.
| 1859 | 1905 | 2010 |
| ---- | ---- | ---- |
| 87   | ↘67  | ↘0   |